# Seymour, Outagamie County, Wisconsin (city)
Seymour är en stadskommun (city) i Outagamie County i delstaten Wisconsin, USA. Den gränsar till kommunen Seymour (town).